# Фромантен, Эжен
Эжен Фромантен (фр. Eugène Fromentin, полное имя — Эжен Самюэль Огюст Фромантен-Дюпё (фр. Eugene Samuel Auguste Fromentin-Dupeux), 1820—1876) — французский живописец, писатель, художественный критик и историк искусства, автор знаменитой книги о нидерландской живописи XVII века «Старые мастера».

## Биография

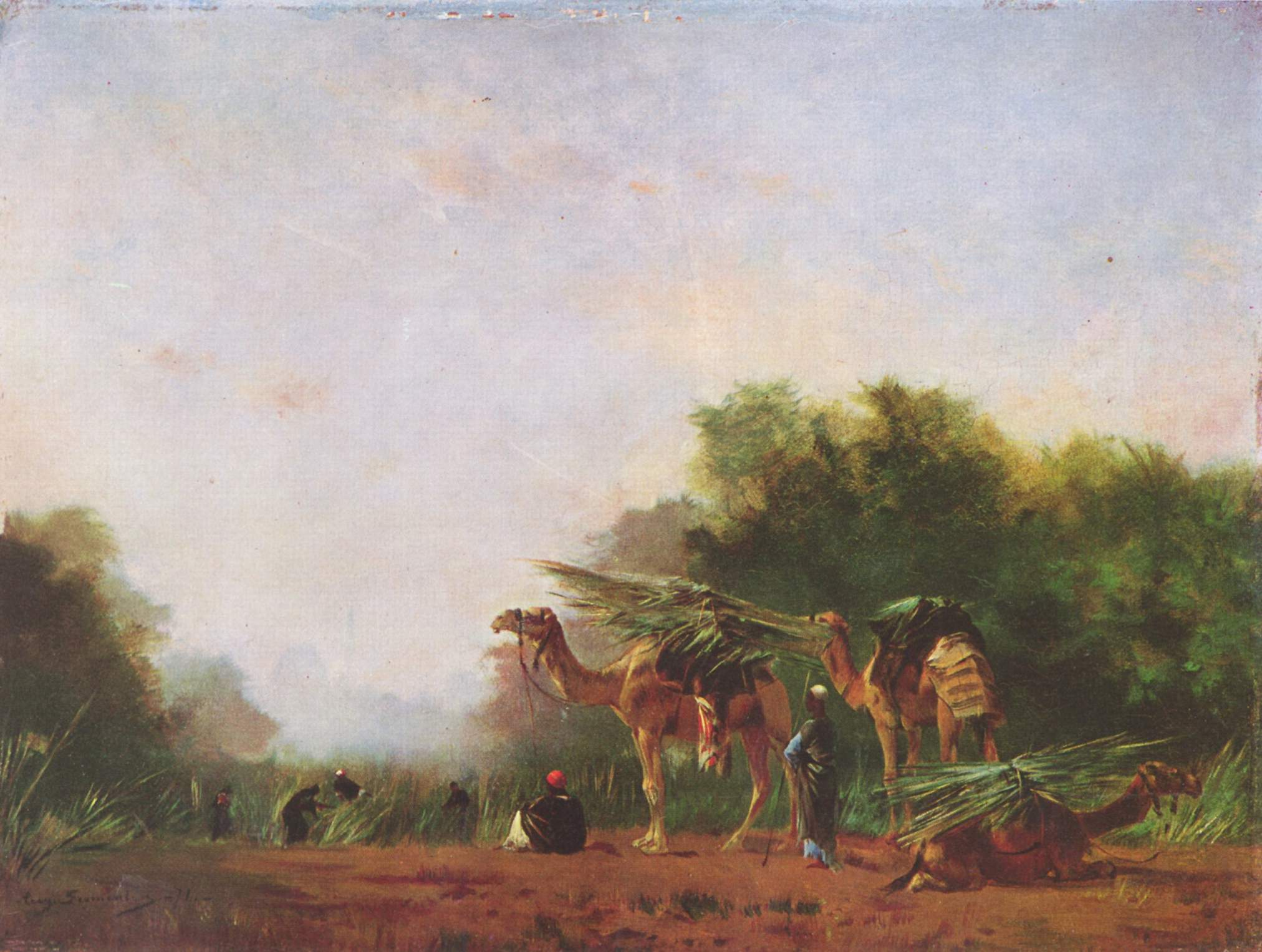
Арабы, 1871

Эжен Фромантен родился в Ла-Рошели 24 октября 1820 года. В 1839 году отправился в Париж, где планировал изучать право, но, увлекшись изобразительным искусством, стал заниматься в мастерской художника-пейзажиста Николя-Луи Каба.
Первоначально Фромантен писал в основном пейзажи, но с 1845 года начал выступать также и как критик, публикуя обзоры текущих Салонов.
Неоднократно путешествовал в Алжир (в 1846, 1847—1848, 1852—1853 годах), посетил районы, где до него не был ни один художник-европеец. В 1852 году сопровождал археологическую миссию. Под влиянием этих поездок его живопись приняла ярко выраженный романтико-ориенталистский характер. В этих поездках родились и первые художественные литературные произведения Фромантена — его путевые записки «Лето в Сахаре», «Год в Сахеле» пользовались большой популярностью. В 1847 году участвовал в Парижском салоне.
В 1863 году Фромантен опубликовал свой единственный роман («Доминик»). В 1869 году Фромантен побывал в Венеции, а также в Египте (в связи с открытием Суэцкого канала). С этого времени в его живописи стали проявляться не только алжирские, но и венецианские и египетские мотивы. В 1875 году совершил поездку в Нидерланды, где знакомился с творчеством голландских мастеров живописи. По возвращении опубликовал своё наиболее известное произведение по истории искусства — книгу «Старые мастера» (1876).
В 1876 году после поездки в Нидерланды Фромантен опубликовал своё наиболее известное произведение по истории искусства — книгу «Старые мастера», в более точном переводе: «Мастера былых времён» (фр.  Les Maîtres d'autrefois). Впервые текст Фромантена был опубликован в 1876 году, в парижском журнале «Обзор двух миров» (Revue dеs Deux-Mondes).  Эта работа «до сих пор остается одной из лучших книг об искусстве, когда-либо написанных» (определение И. М. Глозмана). «Старые мастера» были не только плодом путевых заметок, написанных Фромантеном по впечатлениям от поездок в 1875 году по городам Нидерландов, посещения музеев и храмов в Генте, Брюсселе, Антверпене, Амстердаме, Гааге, Хаарлеме, Мехелне, но и результатом его многолетних размышлений о путях развития классического и современного ему искусства. Профессиональный анализ развития классического и искусства, характеристики отдельных художников и особенностей их живописной манеры, прежде всего Рубенса и Рембрандта, рассматривается автором в широком историко-культурном контексте. В год первой публикации «Старых мастеров» Фромантену было пятьдесят пять лет, он был хорошо известен во Франции как художник и писатель, но лишь «Старые мастера», вышедшие в год смерти их автора, принесли Фромантену не меркнущую с годами всемирную славу. Книга сразу же получила признание. В том же 1876 году она вышла двумя отдельными изданиями и с тех пор переиздавалась бесчисленное количество раз на многих языках, обрастая иллюстрациями, вводными и заключительными статьями и комментариями. В 1913 году вышел первый русский перевод, выполненный Г. Кепиновым. Затем последовали издания 1914, 1966, 1996 годов. 
Скончался Эжен Фромантен в Ла-Рошели 27 августа 1876 года.

## Живопись

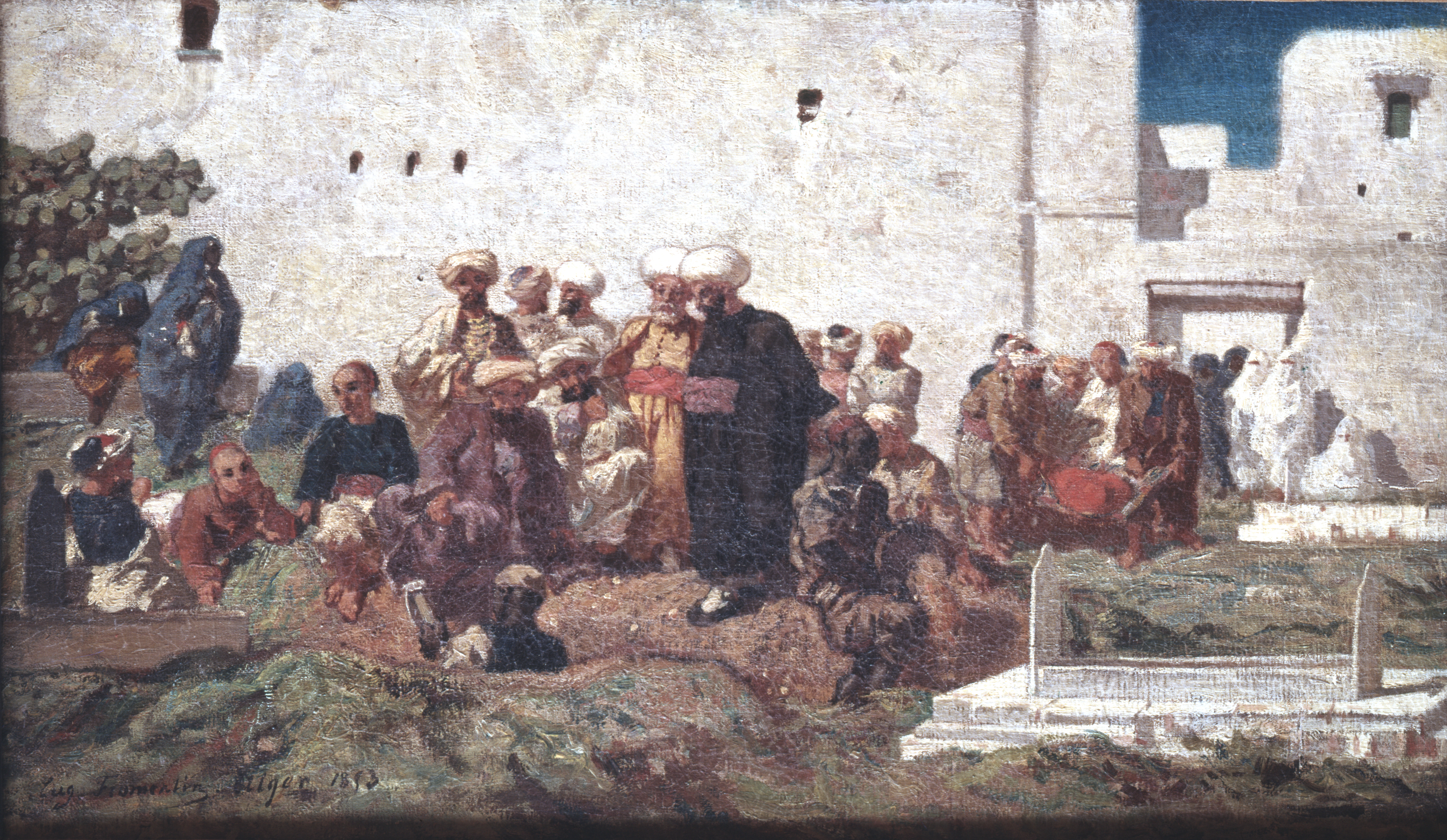
Мавританские похороны. 1853

Наиболее известные работы Эжена Фромантена:
- «Мавританские похороны» (1853)
- «Охота на газелей» (1859)
- «Аудиенция у халифа» (1859)
- «Черный фигляр у номадов» (1859)
- «Дорога Баб-эль-Гарби в Эль-Агуате» (1859), Музей Шартрез Дуэ, Франция
- «Сцена в пустыне» (1868). Санкт-Петербург, Эрмитаж
- «Земля жажды» (1869). Париж, Музей Орсе
- «Арабы» (1871). Будапешт, Венгерский музей изобразительных искусств
- «Воспоминания об Эсне» (1876). Париж, Музей Орсе

## Художественная литература
Книги, написанные Фромантеном:
- Путевые дневники «Лето в Сахаре» (фр. Un eté dans le Sahara, 1857) и «Год в Сахеле» (фр. Une anneé dans le Sahel, 1859). В этих книгах описываются впечатления автора от путешествий в Алжир. В 1878 году вышло иллюстрированное самим автором издание обоих сочинений.
- Роман «Доминик» (фр. Dominique, 1863). Отчасти автобиографический роман, рассказывающий об истории несчастной любви юного героя к замужней женщине. Роман посвящён Жорж Санд. Главная героиня «Доминика» и сам Фромантен упоминаются в романе Марселя Пруста «Обретённое время»[2]. Также роман «Доминик» является одним из объектов анализа в эссе Жана Поля Сартра «Что такое литература?»[3].

## Галерея

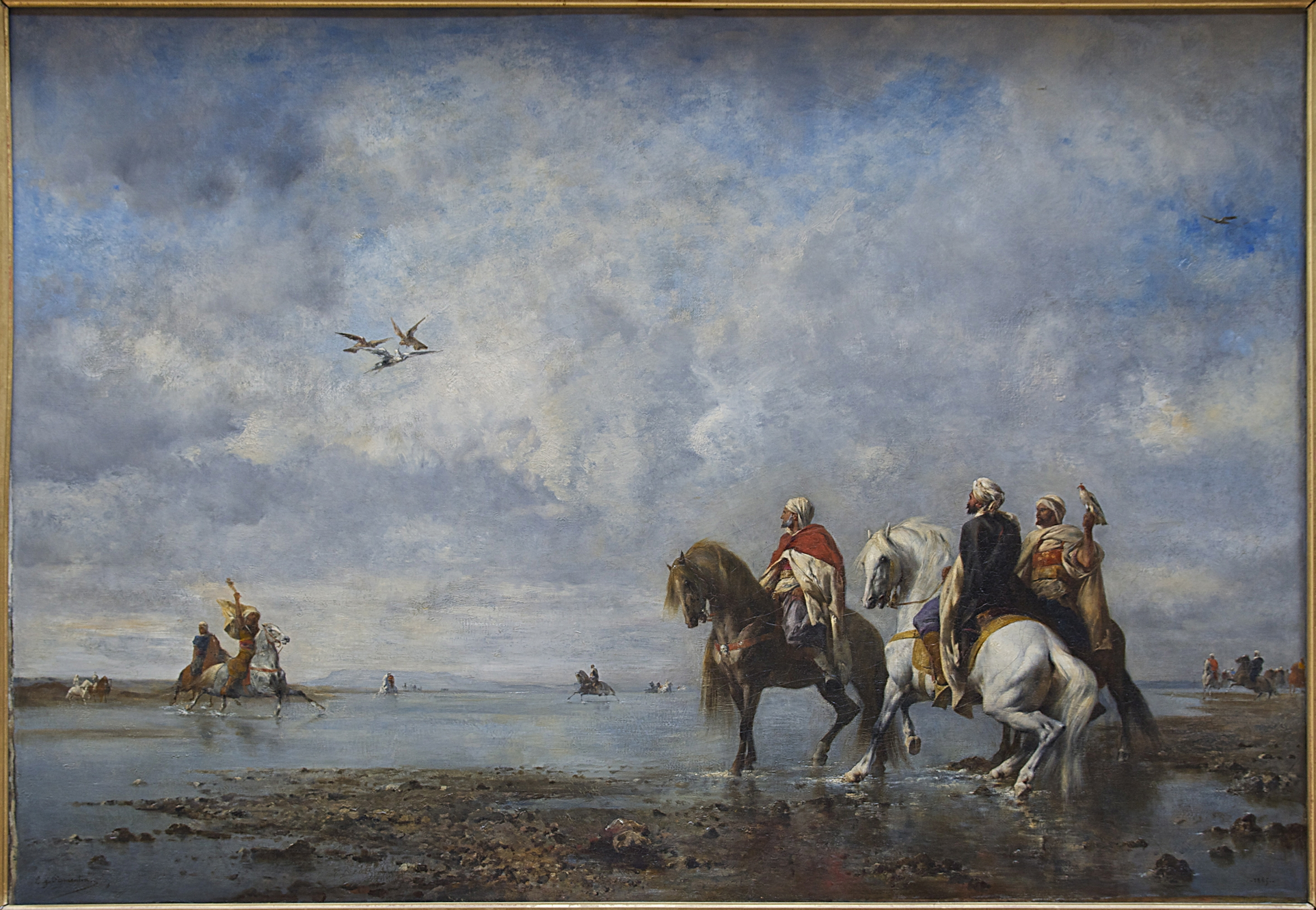
Охота на цапель. Музей Конде.
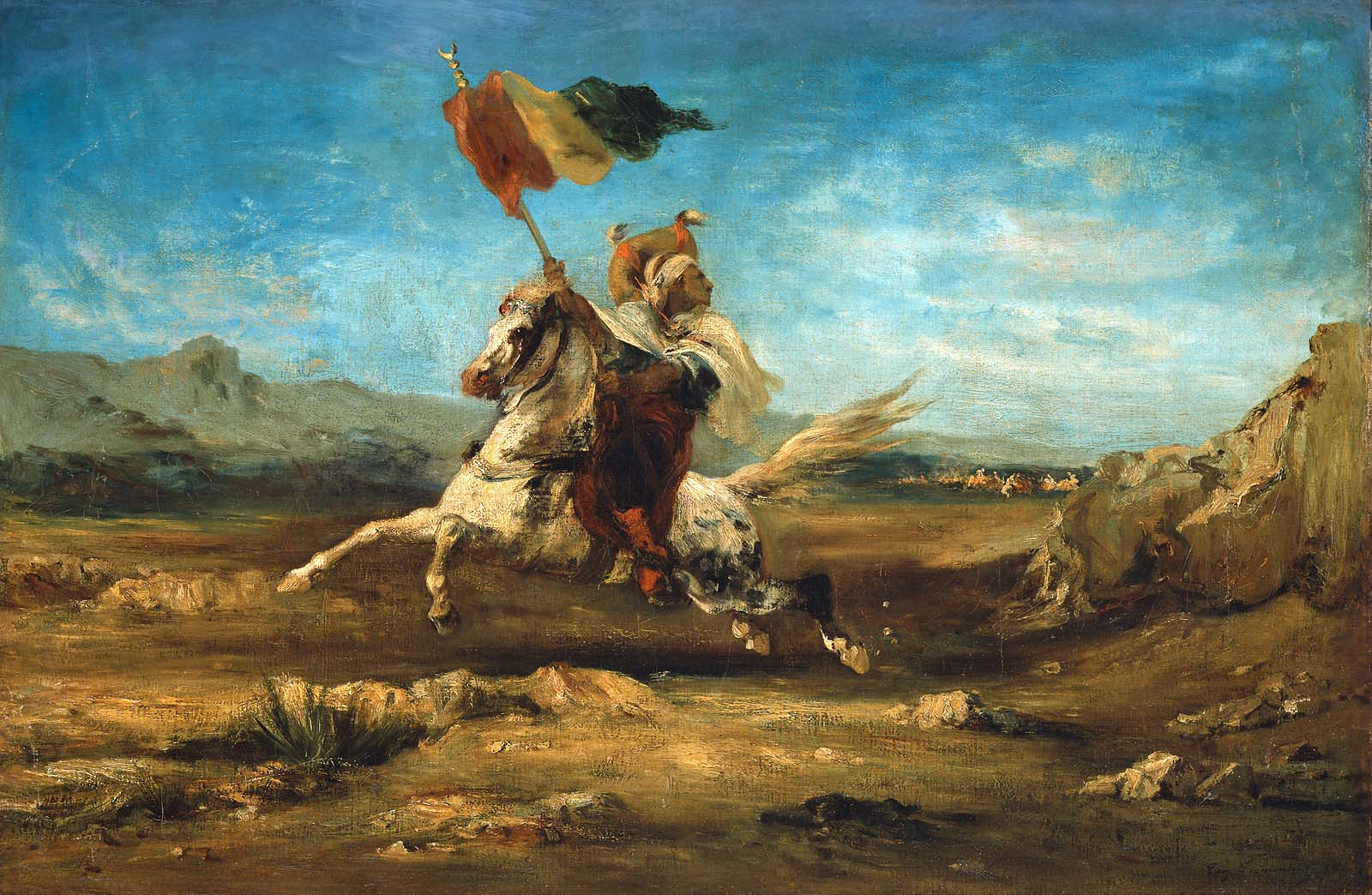
Знаменосец. Музей изящных искусств Бостона.
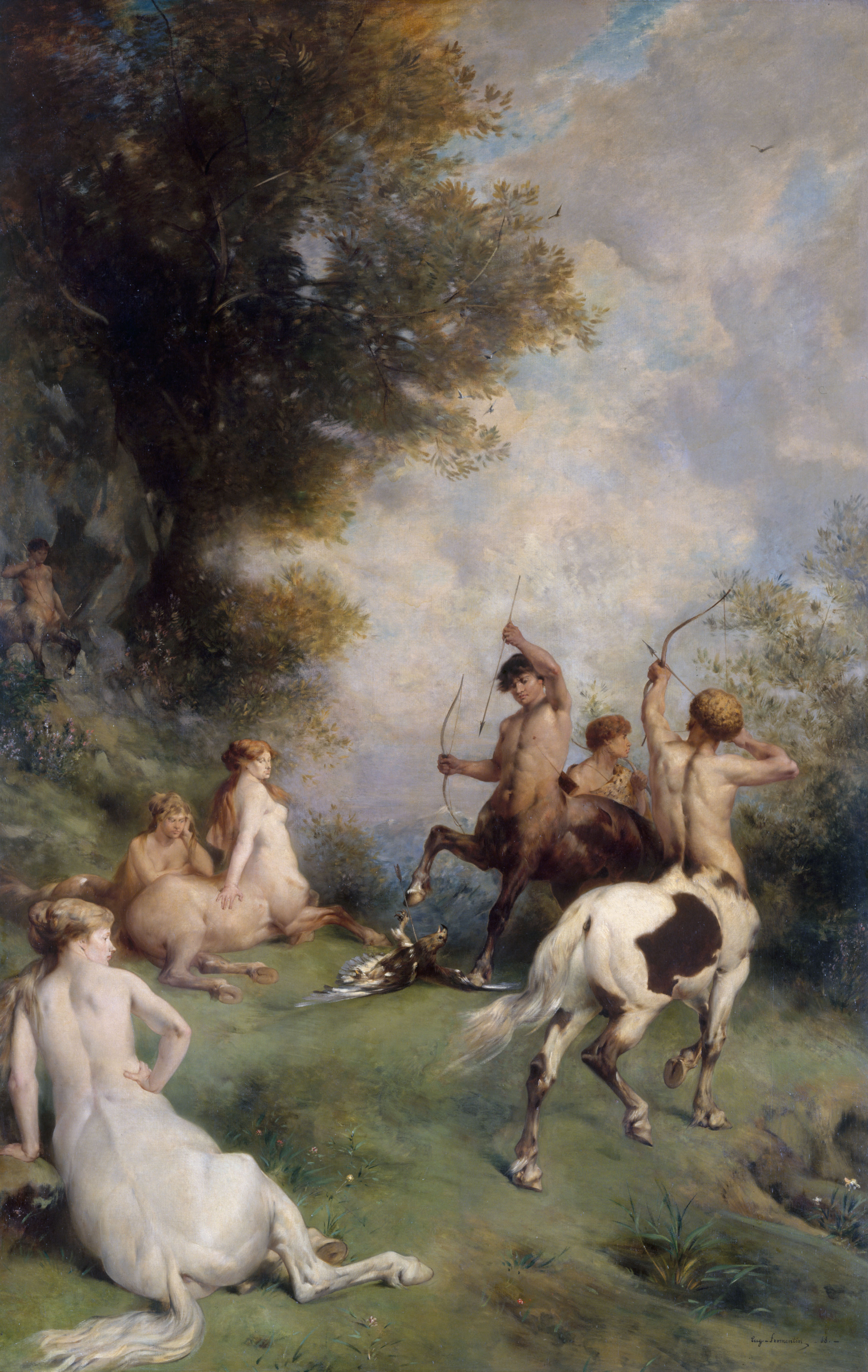
Кентавры (1868). Малый дворец (Париж).
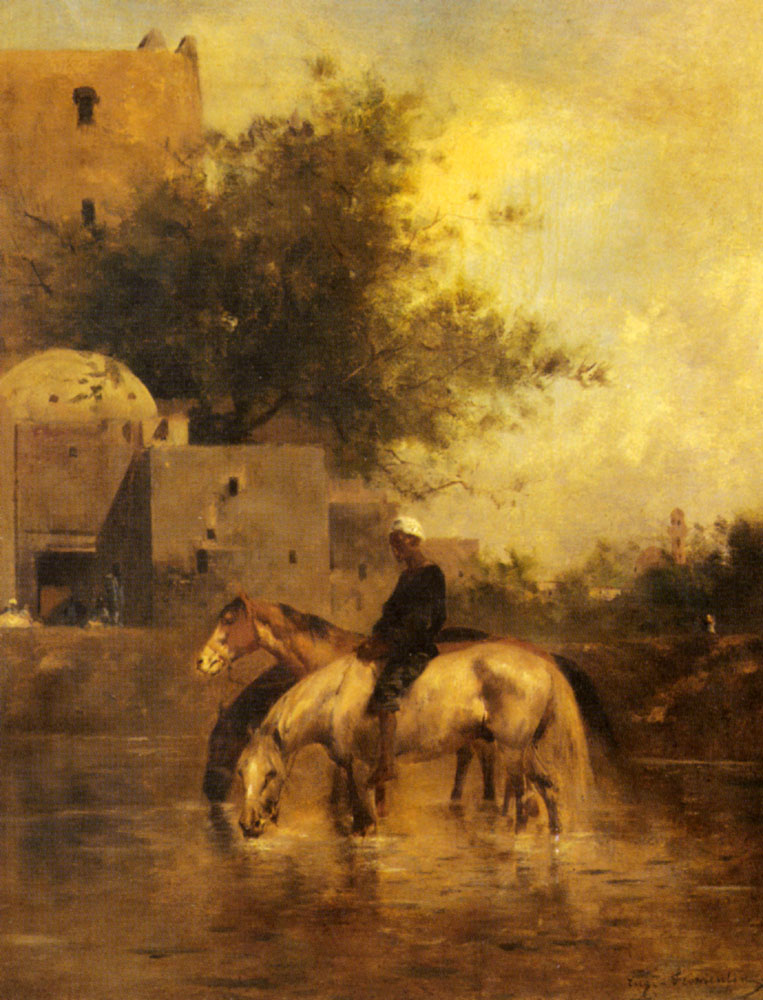
Лошади на водопое. Восточная сцена.
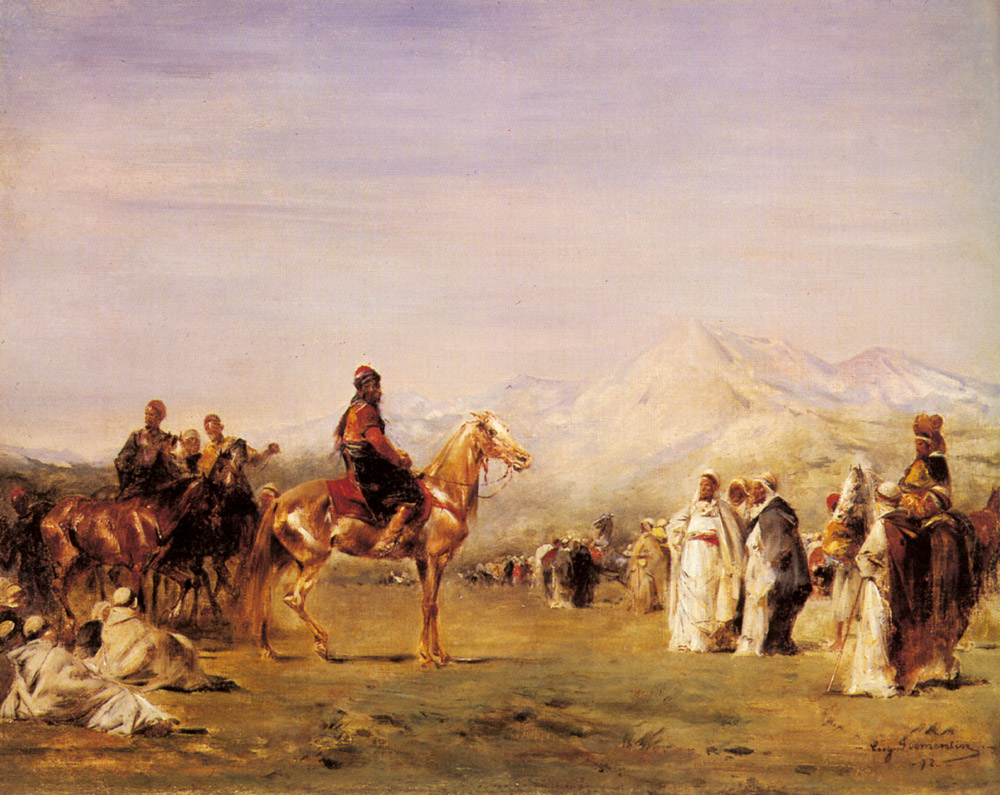
Арабский лагерь в Атласских горах.
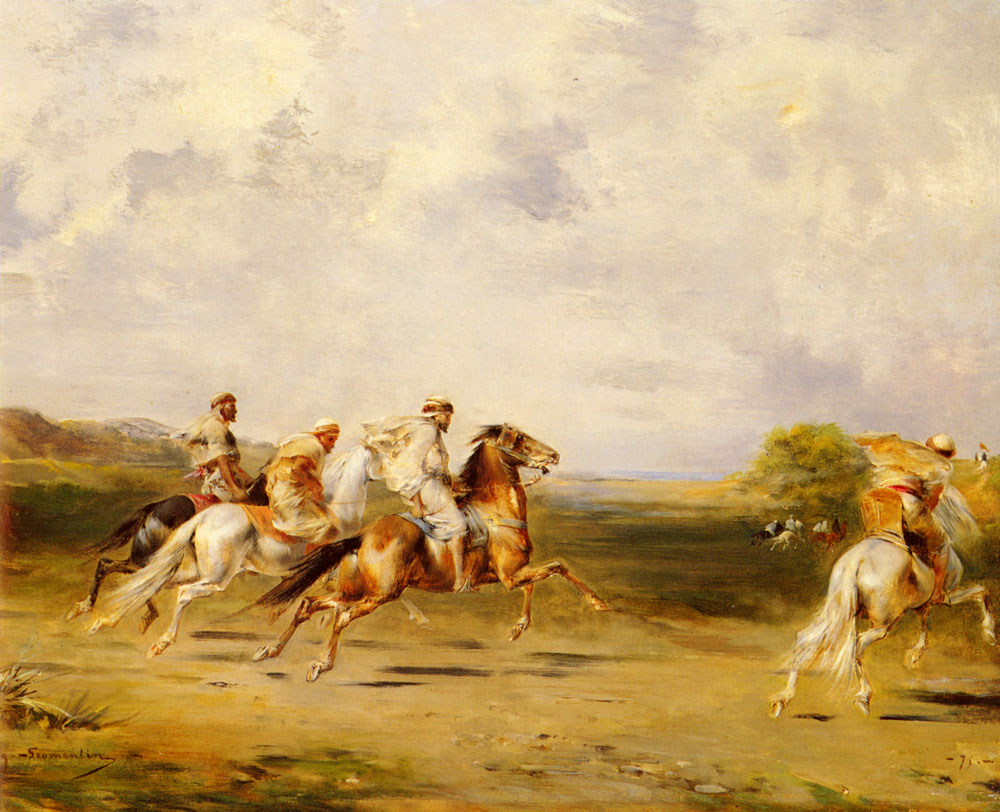
Арабские всадники.
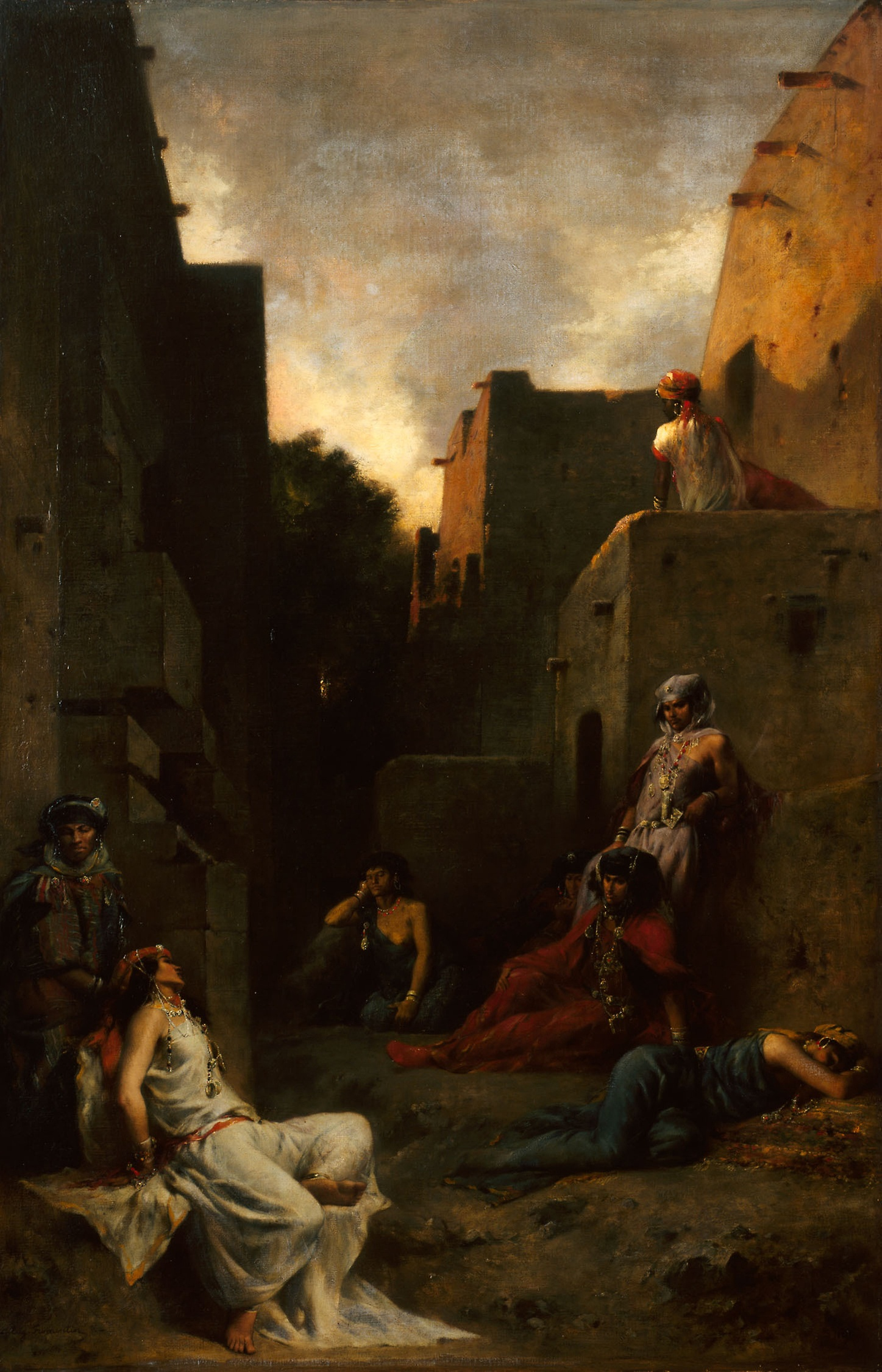
Женщины на Востоке (1867). Чикагский институт искусств.

## Публикации текстов
- Fromentin E. Œuvres compelètes de Eugène Fromentin :  [фр.] : en 2 vol.. — Paris : L. Conard, 1937–1938. — XVIII, 384 + XXIX, 342 p. — Cont.: Vol. 1 : Dominique. Biographie, commentaires et notes / de Maxime Revon. — 1937; Vol. 2: Un été dans le Sahara. Introduction, commentaires et notes / de Maxime Revon. — 1938.